# Миодраг Хаџи-Јованчић
Миодраг Хаџи-Јованчић је лекар антитуберкулозне службе у Лесковцу који је поред др Михајловића, оставио траг у свом родном граду, својим целокупним радом, и као здравствени радник и као човек

## Биографија
Као стипендиста Светске здравствене организације провео је месец дана на стручном усавршавању на Медицинском факултету у Истанбулу 1957. године.
Бројним предавањима активно је учествовао на здравственом просвећивању становништва лесковачког среза, ради на превенцији туберкулозе у БЦГ екипама Лесковачко-Врањанског округа и у секцији Црвеног крста за борбу против туберкулозе као њен представник. Истовремено у једном периоду био управник Дома здравља у Лесковцу.
По позиву септембра 1960. године прешао је у Другостепену лекарско-инвалидску комисију Републичког завода за социјално осигурање радника, где је као лекар специјалиста радио до одласка у старосну пензију јануара 1985. године. Током рада у Републичком заводу за социјално осигурање радио је и у Антитуберкулозном диспанзеру у Београду. Носилац је Ордена рада са сребрним венцем.
Поред многих предавања из струке, објавио је и један број стручних радова. У Подружници Србског лекарског друштва Лесковца, био је један од активних чланова, учесник у акцијама које су организоване и активни предавач на састанцима Подружнице. Био је председник Подружнице СЛД у Лесковцу.
Умро је 1991. године у Београду.